# 大蔵出版
大蔵出版株式会社（だいぞうしゅっぱん）は、1932年に高楠順次郎らによって設立された、日本の仏教出版社。仏教書総目録刊行会幹事社。
『大正新脩大蔵経』、『南伝大蔵経』などの仏典・経典の原典著解や専門書を刊行している。

## 概要
著名な仏教学者が訳文・注解を行った『佛典講座』が、十数年かけ30数冊が発刊。平成期の1993年からは、新世代の仏教学者も加わった研究解説による「新国訳大蔵経」が刊行中である。
ダライ・ラマ講演集も刊行している。
2015年に同じく仏教書出版社である大法輪閣の関連会社となった。

## 大蔵経のインターネット公開に関する主張
2013年に国立国会図書館が、著作権の保護期間が切れた『大正新脩大蔵経』などをネット閲覧可能にすることについて、加盟する出版協（一般社団法人 日本出版者協議会）を通じ、異議を申し立て、図書館側での最終結論が出るまで公開を館内閲覧のみに変更させた。
社長はインタビューで「著作権が切れても刊行中であるならば商業道徳に反する」と主張し、青空文庫など保護期間が切れた作品のデータ配布事業に関しては「夏目漱石の作品などと今回とは全然性格が違うので、どうこう言うものではありません」と発言している。

## 刊行シリーズ
- 『大正新脩大蔵経』
- 『南伝大蔵経』
- 『新国訳大蔵経』
- 『パーリ仏典』（片山一良 (仏教学者)訳）
- 『仏典講座』